# João Augusto Marchante
João Augusto Firmino Marchante (Sousel, Sousel, 12 de Março de 1897 - Lisboa, Santa Isabel, 20 de Maio de 1988) foi um médico, administrador, lavrador, proprietário e político, deputado à Assembleia Nacional, Governador Civil do Distrito de Portalegre entre 1947 e 1951, presidente da Junta Nacional dos Produtos Pecuários entre 1951 e 1959  e presidente do conselho de Administração dos Nitratos de Portugal.

## Biografia
Oriundo de uma família de proprietários rurais locais. Licenciou-se em Medicina pela Faculdade de Medicina da Universidade de Lisboa, em 1926. Foi presidente da Comissão Concelhia de Sousel da União Nacional; deputado à Assembleia Nacional (1957-1961); governador civil do Distrito de Portalegre (1947-1951), do qual foi exonerado por vontade própria e com louvores para presidir à Junta Nacional dos Produtos Pecuários (1951-1959); presidente da Câmara Municipal de Sousel (1940-1947); vice-presidente da Câmara Municipal de Sousel (1928-1940); presidente do Grémio da Lavoura de Sousel; comandante de Lança da Legião Portuguesa; vereador da Santa Casa da Misericórdia de Sousel; presidente do Conselho de Administração dos Nitratos de Portugal; presidente da Junta Nacional dos Produtos Pecuários e vogal da Junta da Província do Alto Alentejo. 
Durante os anos em que integrou o executivo da Câmara Municipal de Sousel, entre os finais dos anos 20, enquanto vice-presidente de José Gomes de Almeida e finais dos anos 40, enquanto presidente da câmara, cargo que desempenhou até 1947, foi responsável pelos notáveis melhoramentos da instalação da luz eléctrica, do alcatroamento das estradas e da renovação da rede de saneamento. No número comemorativo do jornal O Condestável (1930), escreve-se "Os homens da Câmara, activos, cheios da melhor boa vontade, têm posto todo o interesse na realização de grandes melhoramentos e de grandes acometimentos. Na verdade, tudo o que se disser em favor da sua obra é pouco, tal é a acção e tenacidade com que têm trabalhado os srs. Dr. José Gomes de Almeida e Dr. João Augusto Marchante". Da acção deste binário administrativo resultou para Sousel ter sido, entre as circunvizinhas sedes de concelho, a primeira que viu satisfeitas as suas necessidades elementares: luz eléctrica, telefone, ligações rodoviárias, instalações escolares e distribuição de água domiciliária.
Em 1949, por altura das eleições para o Governo Civil de Portalegre, disputou o cargo com Pequito Rebelo, cuja lista incluía André de Melo e Castro Ribeiro, João Picão Caldeira, Jorge Bastos, originando uma intensa polémica de artigos e respectivas respostas no Diário de Lisboa, posteriormente publicada sob o título de As Eleições de Portalegre (Lisboa, 1949).
Em 1950, ainda enquanto Governador Civil de Portalegre, preside às comemorações dos 400 anos de elevação a cidade. 
Após o casamento, com a sua prima-direita D. Maria Luísa Firmino da Costa Pinto, corta o seu apelido Firmino e passa a assinar apenas João Augusto Marchante. O seu filho, Mário da Costa Pinto Marchante (Lisboa, 13 de Fevereiro de 1933 - Lisboa, 28 de Janeiro de 2007), também ocupou o cargo de Governador Civil de Portalegre, por conveniência urgente do serviço público, entre 29 de Fevereiro de 1972 e 25 de Abril de 1974, data em que foi exonerado pelo Decreto-Lei nº170/74.
Exerceu clínica na sua terra natal. Recebeu louvores como médico da GNR. Publicou diversos artigos nos boletins e anais da Sociedade de Geografia de Lisboa, da União Nacional e do CADC. Fez parte da Comissão de Melhoramento das Plantas de 1972, juntamente com Quartin Graça, Azevedo Coutinho e Pereira Lucas, da qual existe um relatório. Joaquim Veríssimo Serrão cita-o na sua História de Portugal.

## Família
Casou com D. Maria Luísa Firmino da Costa Pinto (Monforte,Vaiamonte, 15.06.1907 - Lisboa, Santa Isabel, 22.12.1991), sua prima-direita, filha de Mariano Moreira da Costa Pinto (Sousel, São João Baptista da Ribeira, 31.10.1868 - Monforte, Vaiamonte, 26.04.1930), político, lavrador, rendeiro principal da Herdade de Torre de Palma, presidente da Junta de Paróquia de Vaiamonte e de sua mulher D. Catarina Rosa Firmino da Costa Pinto (19.07.1872 - 9.11.1941), proprietários das herdades de Samarruda, Nora, Palhinha, Gis, Picão, Vale dos Homens, Tapadão de Alter, Esquerdos, Relvácho, Asseca, Pintas, Torradas e Sernila, com geração. Teve quatro filhos, dos quais três chegaram a idade adulta: Artur Costa Pinto Marchante, médico, casado com D. Maria Emília da Silva Santos; Ruy Costa Pinto Marchante, arquitecto, casado D. Maria Helena de Albuquerque Pimentel e Vasconcelos de Figueiredo Alves e Mário Costa Pinto Marchante, advogado, também Governador Civil de Portalegre, casado com D. Maria Helena Mansir Charters, filha de D. Helen Gerturde Mansir e de José Maria de Sousa Charters de Azevedo, neto de José Maria Henriques de Azevedo, 1º visconde de São Sebastião e de sua mulher D. Maria Isabel Charters, sobrinho de Luís Henrique Charters de Azevedo, 2º visconde de São Sebastião.

## Ligações Externas
http://app.parlamento.pt/PublicacoesOnLine/DeputadosAN_1935-1974/html/pdf/m/marchante_joao_augusto.pdf

###### Lista de Referências
1. ↑  «ASSEMBLEIA DA REPÚBLICA - Biografia e carreira parlamentar». app.parlamento.pt. Consultado em 2 de setembro de 2015
2. ↑  «Portaria 411/76, de 10 de Julho». Diários da República. Consultado em 3 de maio de 2016
3. ↑  Pires de Almeida, Maria Antónia. Dicionário Biográfico do Poder Local em Portugal. [S.l.: s.n.]
4. ↑  «isbn:9892036638 - Pesquisa Google». books.google.pt. Consultado em 2 de setembro de 2015
5. ↑  «isbn:9892039882 - Pesquisa Google». books.google.pt. Consultado em 2 de setembro de 2015
6. ↑  Serrão, Joaquim Veríssimo (1977). História de Portugal, v. 17. [S.l.: s.n.]